# Aude (fiume)
L'Aude è un fiume francese che scorre nella Francia meridionale, nella regione Occitania. Ha dato nome all'omonimo dipartimento francese dell'Aude.

## Origine del nome
Nell'antichità l'Aude era chiamato Atax dai Romani. Certi autori antichi hanno chiamato il fiume Narbôn (Polibio).

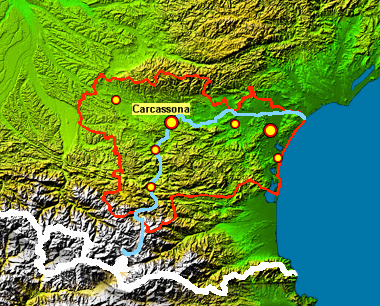
Corso dell'Aude

Nel 1342, il cartolario roussillonese d'Alart lo chiama l'Auda o la Ribera d'Aude. Nel medioevo, per designare l'Aude, si utilizzavano anche i termini Adice, nuovamente Atax, Fluvium Atacis, Flumine Atace, Flumen Ataze o ancora Juxta Aditum fluvium. Secondo verosimiglianza, il nome attuale proviene da un'evoluzione progressiva di Atax, data da Strabone nella sua Geografia, libro IV, termine derivato dal gallico atacos, che significa impetuoso o molto rapido

## Geografia
È lungo 224 km e nasce nei Pirenei orientali rossiglionesi; si dirige dapprima verso Nord, ma a Carcassonne piega verso Est, per sfociare nel Golfo del Leone, nel Mediterraneo, fra Narbona e Béziers.

## Principali affluenti
- Rébenty 34 km (S)
- Sou de Val de Daigne 30 km (S)
- Lauquet 37 km  (D)
- Fresquel 63 km (S)
- Orbiel 41 km (S)
- Argent-Double 37 km (S)
- Orbieu 84 km (D)
- Cesse 54 km (S)

## Dipartimenti e città attraversate
Nel suo percorso l'Aude attraversa ben 77 comuni e quattro dipartimenti, tutti situati nella regione Occitania. Le città principali attraversate sono:
Pirenei Orientali
nella regione del Capcir a Matemale e Formiguères
Hérault
Olonzac, Lespignan, Vendres
Aude
Axat, Belvianes-et-Cavirac, Quillan, Campagne-sur-Aude, Espéraza, Montazels, Couiza, Alet-les-Bains, Limoux, Carcassonne, Trèbes, Narbona, Coursan, Cuxac-d'Aude, Saint-Nazaire-d'Aude, Fleury
Ariège
Rouze

## Immagini dell'Aude

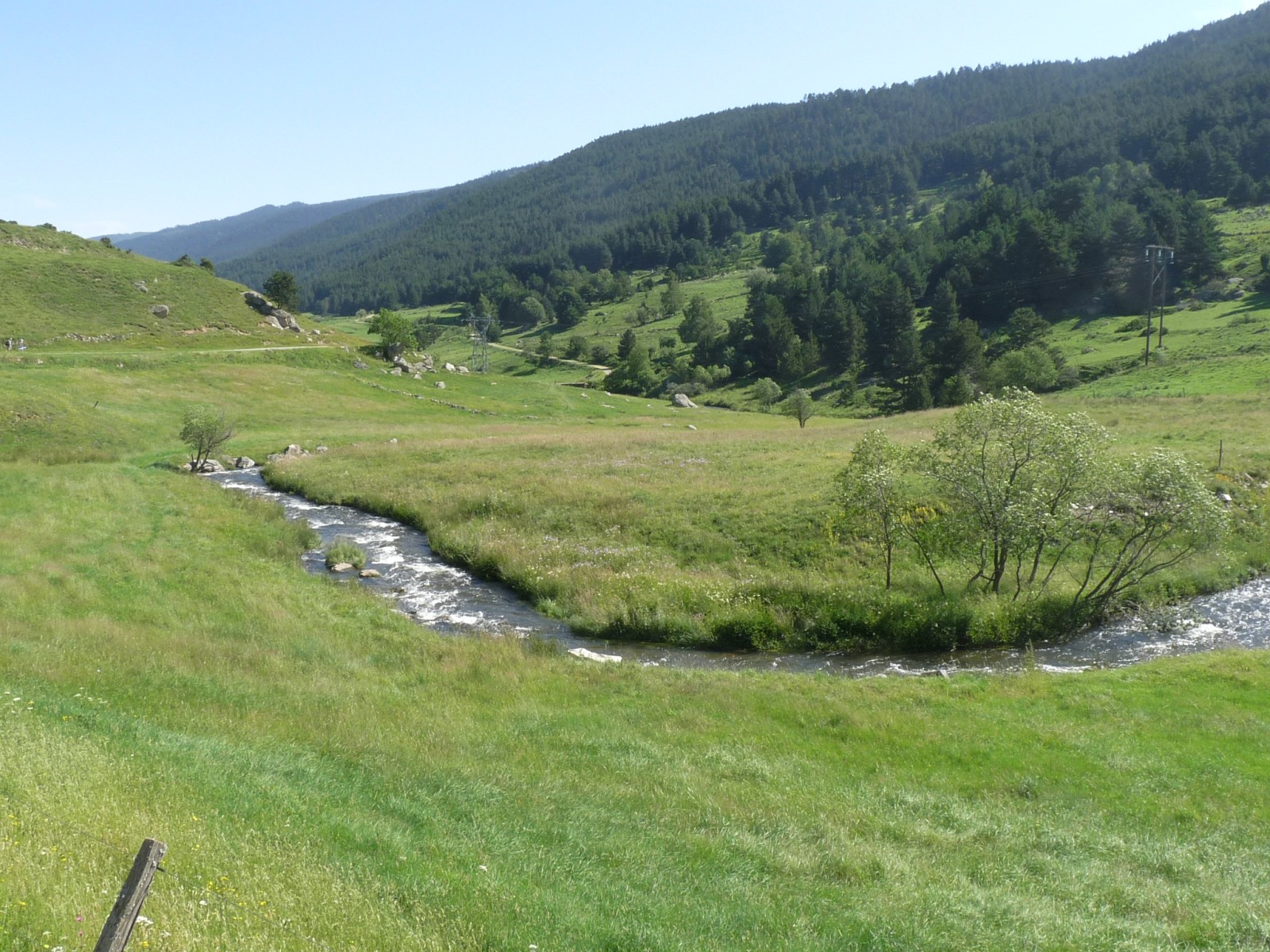
L'Aude a Matemale
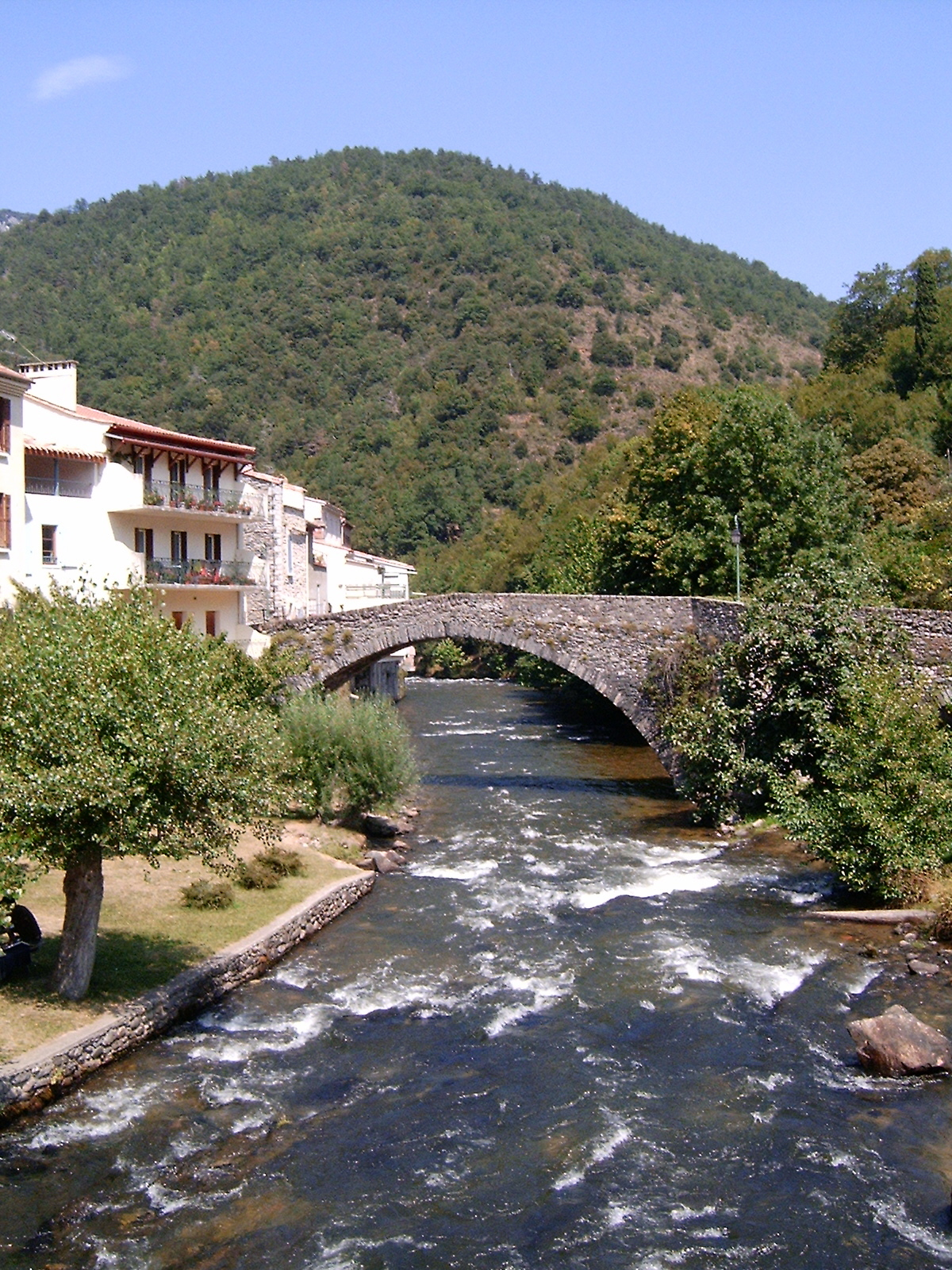
L'Aude ad Axat
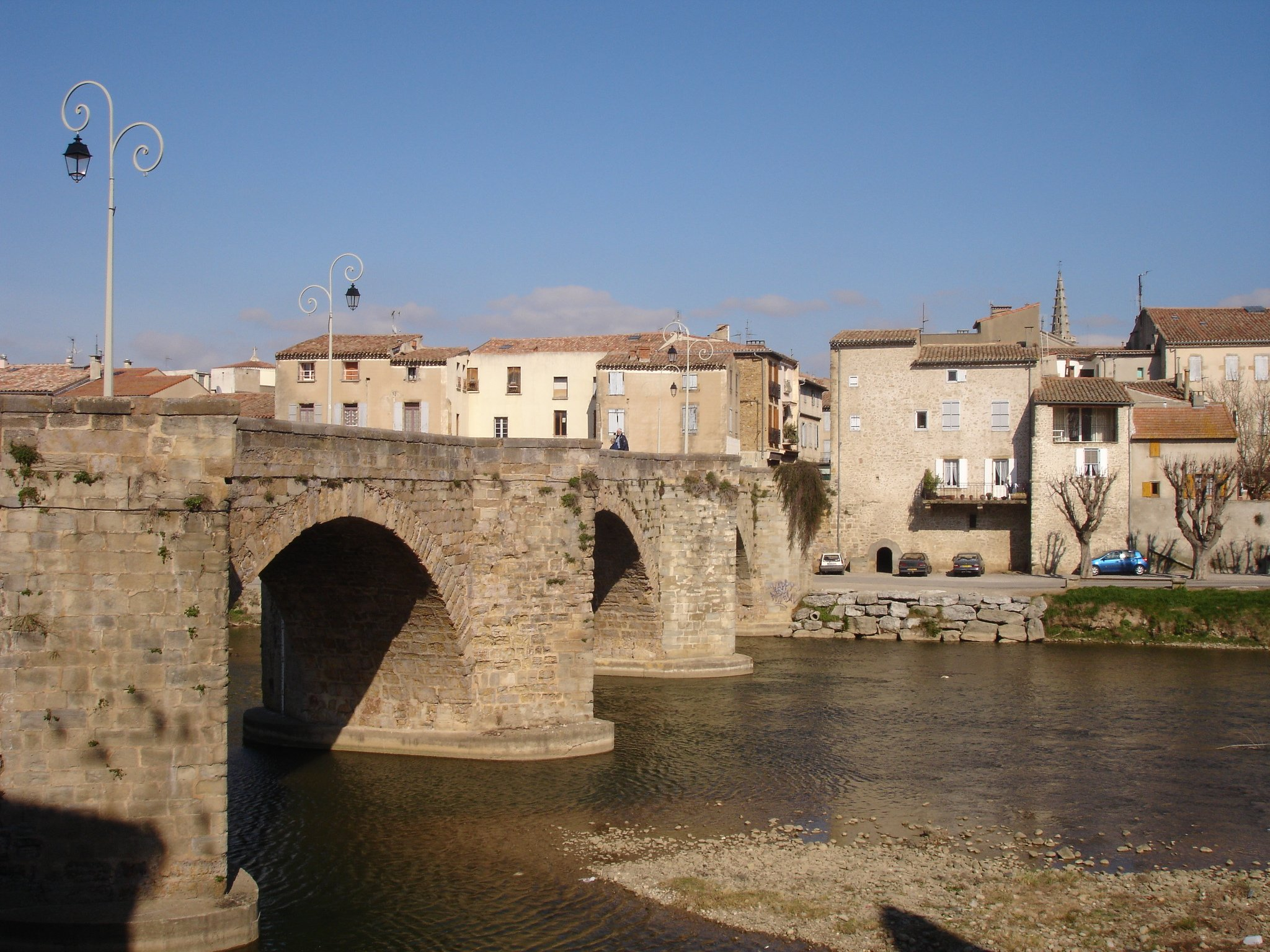
Il Pont-neuf che attraversa l'Aude a Limoux
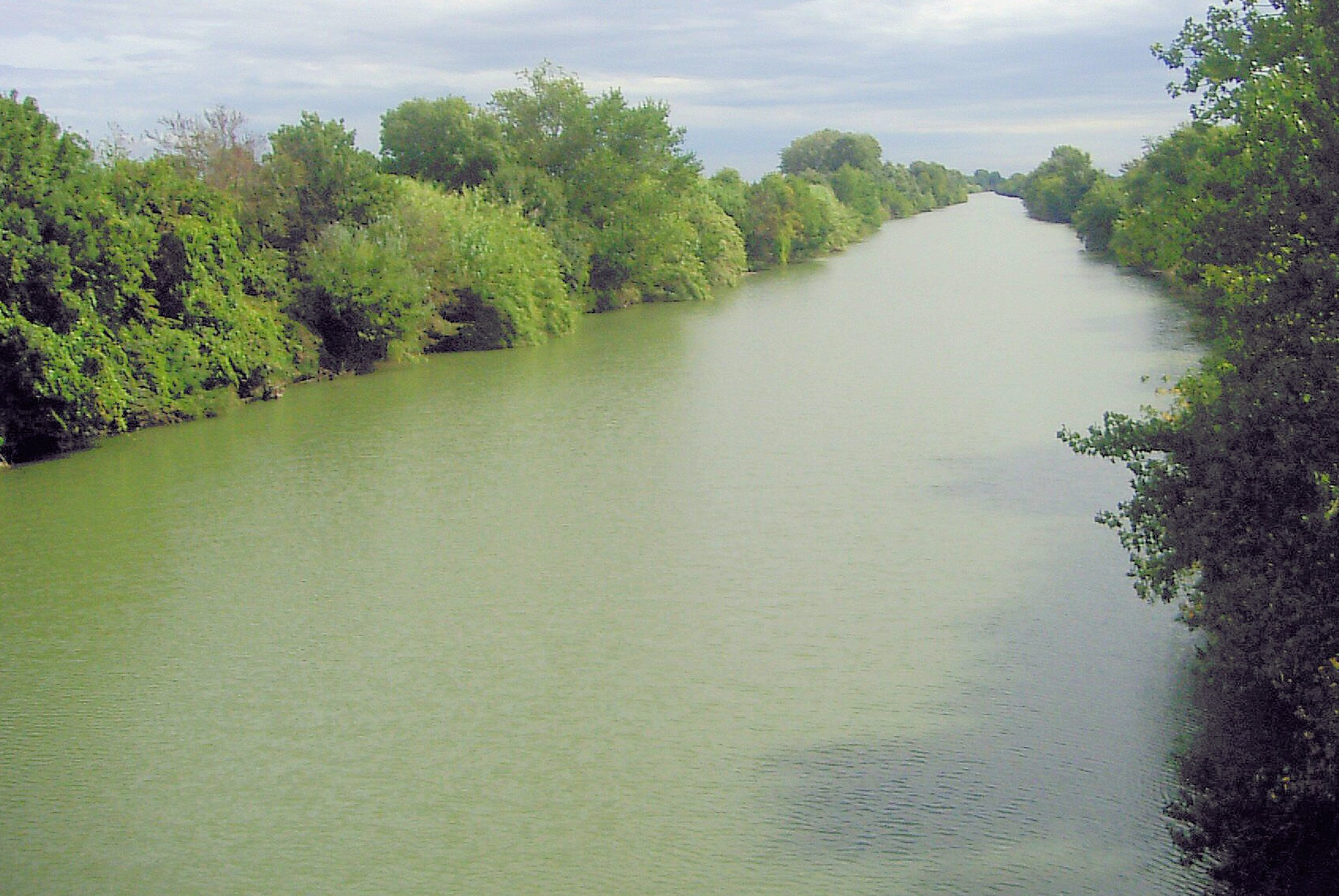
L'Aude poco prima del suo estuario a Salles-d'Aude